# Dziedzickia oiampensis
Dziedzickia oiampensis är en tvåvingeart som beskrevs av Lane 1961. Dziedzickia oiampensis ingår i släktet Dziedzickia och familjen svampmyggor. Inga underarter finns listade i Catalogue of Life.